# 周刚 (足球裁判)
周刚（1971年5月—），中国足球裁判，武汉体育学院讲师。2000年，周刚成为国家级裁判。2004年起执法职业联赛。2010年成为中超联赛主裁判，隶属湖北足协。周刚的父亲周再良是中国青少年足球联赛的裁判长。2011年中国足球超级联赛中北京国安与天津泰达的比赛之后，周刚的判罚引起了争议。时任中国足协裁委会副主任张大樵点评道，周刚的执法存在问题；周刚执法中超经验不足，出任主裁判的场次不多，而且判罚几次出错，不具备执法这种重要比赛的资格。张大樵还说，周刚的水平还不如香港裁判。